# Ignacio Jáuregui
Ignacio Jáuregui Díaz (Guadalajara, México; 31 de julio de 1938) es un exfutbolista y entrenador mexicano que jugó cómo defensa surgido de las fuerzas inferiores de Atlas de Guadalajara siendo su último equipo La Pandilla del Monterrey, equipo el cual dirigió en los años 1970's. Seleccionado nacional jugó dos Copas del Mundo en 1962 en Chile y en 1966 en Inglaterra. Es conocido como El Gallo.

## Trayectoria
Como jugador vistió la camiseta del Atlas de Guadalajara de 1955-1963 donde surgió de las fuerzas inferiores jugando como defensa lateral izquierdo. Posteriormente fue cambiado a la Pandilla del Club de Fútbol Monterrey de 1963-1970 durante su carrera.
Entrenador
Tras su retiro empezó a dirigir al Monterrey de 1969 a 1975, en una de las mejores épocas del club con jugadores como Gustavo Peña, Alfredo Jiménez, Milton Carlos, Guarací Barbosa, Magdaleno Cano, etc., para la temporada 1970-71 logra salvarlos del descenso y llevarlos hasta el tercer lugar, de las siguientes 4 temporadas sólo clasificó a liguilla en 2.
Saliendo del equipo en 1975 dirigió al León por un año, después llega con los Leones Negros logrando el subcampeonato en la temporada 1076-77. De ahí pasó por el Tampico Madero, Coyotes Neza, Toluca, Cobras de Ciudad Juárez, Correcaminos de la UAT, Santos Laguna y Pachuca siendo este el último equipo que dirigió.

## Selección nacional
Jugó en la Selección de fútbol de México que participó en la Copa Mundial de Fútbol de 1962 y en la Copa Mundial de Fútbol de 1966.
| Mundial              | Sede       | Resultado    |
| -------------------- | ---------- | ------------ |
| Copa Mundial de 1962 | Chile      | Primera fase |
| Copa Mundial de 1966 | Inglaterra | Primera fase |

## Clubes
Como jugador
- 1955-1963  Atlas
- 1963-1970  Monterrey

Como entrenador
- 1970-1975  Monterrey
- 1975-1976  León
- 1976-1978  Leones Negros
- 1979-1980  Tampico Madero
- 1982-1985  Coyotes Neza
- 1987-1988  Toluca
- 1988-1989  Cobras
- 1989-1991  Correcaminos
- 1992  Santos Laguna
- 1993 Pachuca